# رباط أصل الفخذ
الرِّباطُ الأُرْبِيّ (بالإنجليزية: Inguinal ligament) أو رباط بوبار (بالإنجليزية: Poupart's ligament) هو رباط يمتد من الارتفاق العاني إلى الشوكة الحرقفية الأمامية العلوية. ويشكل الرباط الأربي أرضية القناة الأربية. وموقع هذا الرباط هام جداً بالنسبة للمرضى الذين لديهم فتق أربي.

## التركيب
يشكل الرباط قاعدة القناة الأربية التي قد يتطور من خلالها فتق الإربي غير المباشر.
ويمتد من الشوكة الحرقفية الأمامية العلوية إلى حديبة العانة لعظم العانة. ويتشكل من الوتر العضلي العريض للعضلة المائلة الخارجية ويتمر إلى اللفافة لاتا في الفخذ.
وهناك بعض الخلافات حول المرفقات.
وتشمل الهياكل التي تمر عميقًا في الرباط الأربي:
- العضلة القطنية الكبيرة، والعضلة الحرقفية، والعضلة العانية
- العصب الفخذي، والشريان الفخذي، والوريد الفخذي
- العصب الجلدي الوحشي من الفخذ
- اللمف

نقطة منتصف الرباط الأربي هو نقطة الوسط بين الشوكة الحرقفية الأمامية العلوية وحديبة العانة.

## الوظيفة
يحتوي الرباط على أنسجة رخوة تمتد من الجانب الأمامي من الجذع إلى الطرف السفلي. ويرسك هذا الهيكل الحدود العليا للمثلث الفخذي. كما أنه يرسم الحدود السفلى للمثلث الإربي.
نقطة منتصف الرباط الأربي هي منتصف الطريق بين الشوكة الحرقفية الأمامية العلوية وحديبة العانة. وهي مَعْلَم للعصب الفخذي.
بينما منتصف النقطة الأربية هي منتصف الطريق بين الشوكة الحرقفية الأمامية العلوية والارتفاق العاني. وهي معلم للشريان الفخذي.

## التاريخ
ويشار إليه أيضًا باسم رباط بوبار، لأن فرانسوا بوبار أعطاه أهمية وعلاقة مرتبطة بإصلاح الفتق، واصفًا إياه بأنه «حمالة البطن» (بالفرنسية: "le suspenseur de l'abdomen"). ويطلق عليه أحيانًا الرباط الفالوبي. بينما رباط كولز هو رباط انعكاسي وليس الرباط الأربي.

## صور إضافية

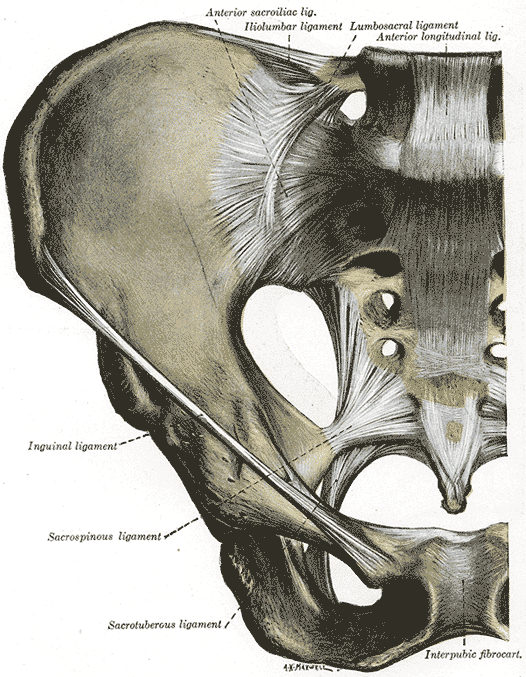
مفاصل الحوض، منظر أمامي.
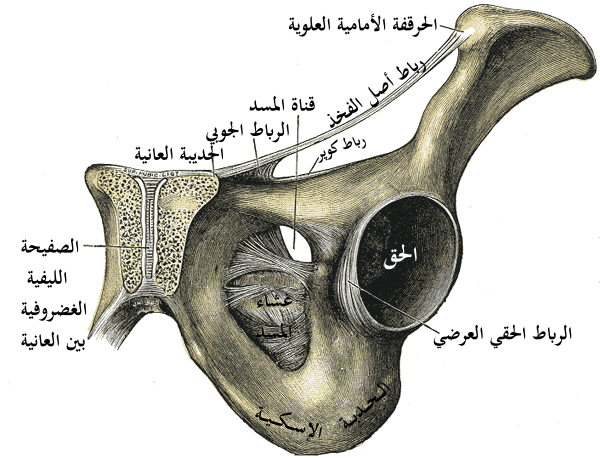
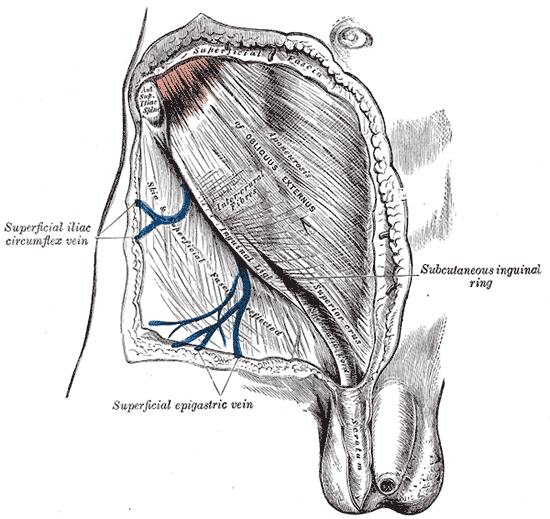
الحلقة الأربية تحت الجلد.
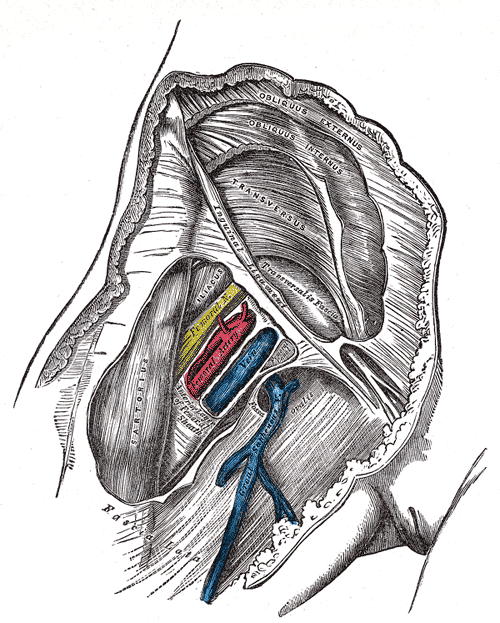
غمد الفخذ موضوع مفتوح لإظهار المقصورات الثلاث.

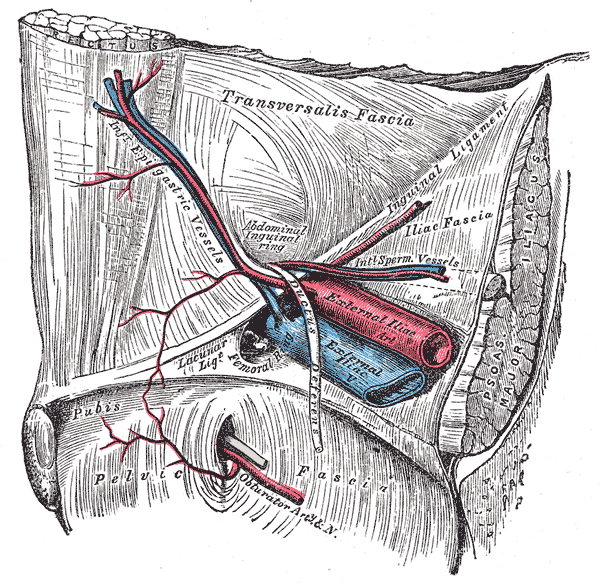
منظر العلاقات بين الفخذ والحلقة الأربية البطنية من داخل البطن. الجانب الأيمن.
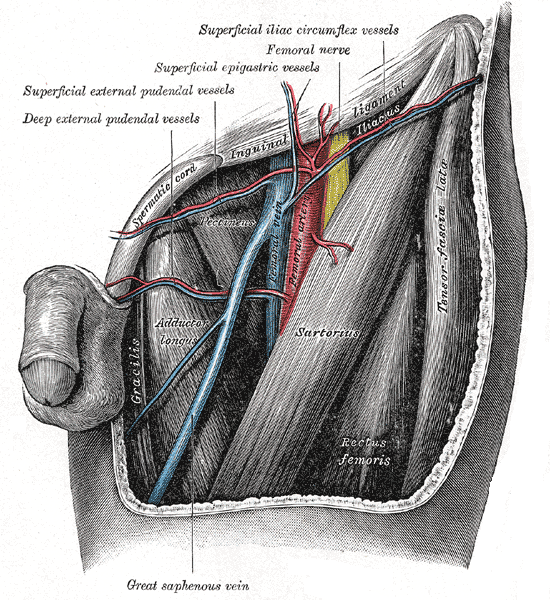
مثلث الفخذ الأيمن.
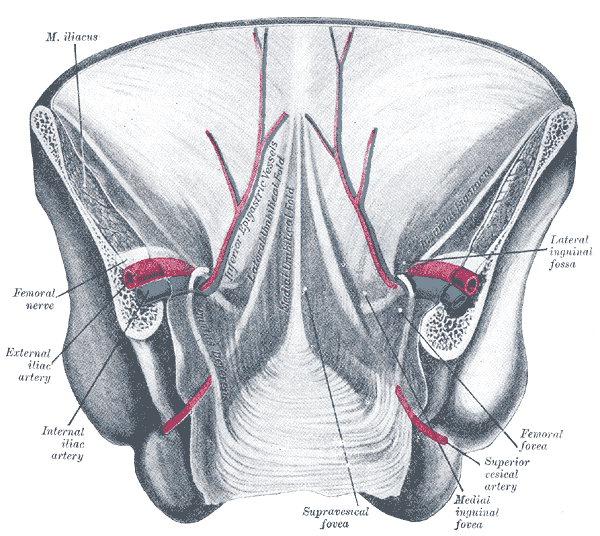
منظر خلفي، للنصف الأسفل من الجدار البطني الأمامي. الصفاق في مكانه، والحبال المختلفة تلمع من خلاله..
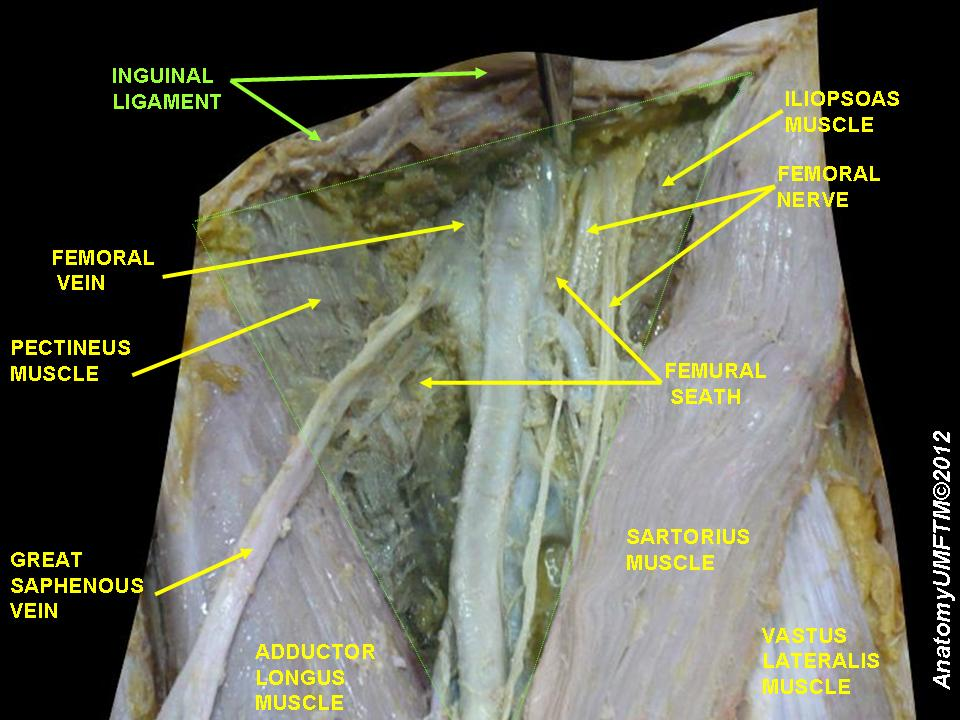
الرباط الأربي.
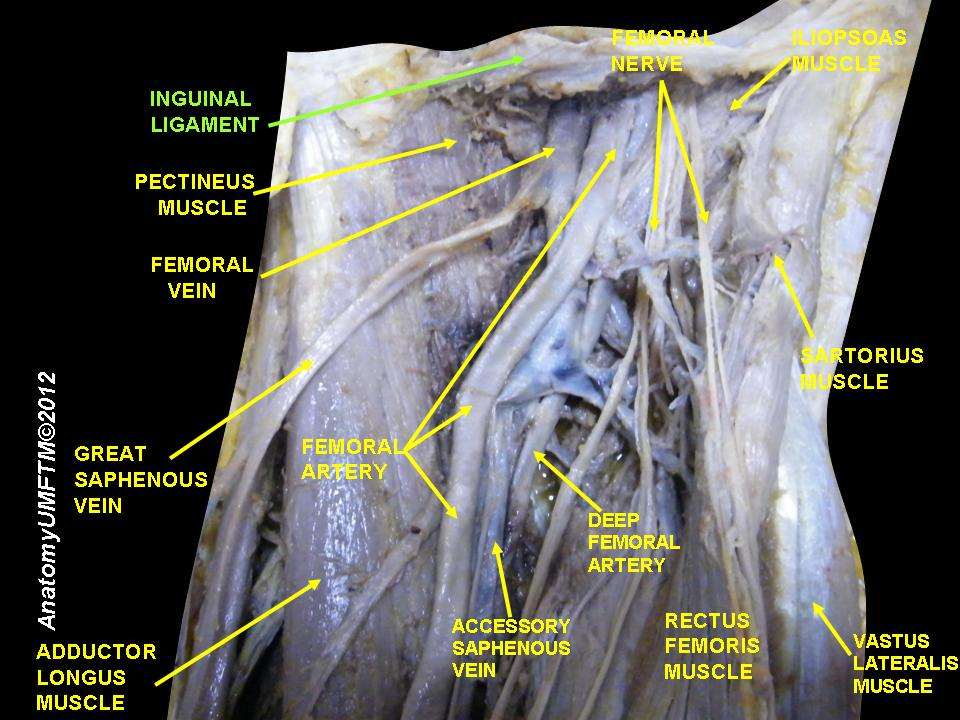
الرباط الأربي.

## روابط خارجية
- شكل تشريحي: 12:03-02 على موقع مركز سوني دونستات الطبي (تشريح بشري عبر الإنترنت). - "Deep muscles of the anterior thigh."
- صور تشريحية:35:os-0107 في مركز داونستيت الطبي التابع لجامعة نيويورك - "Anterior Abdominal Wall: Osteology and Surface Anatomy "
- صور تشريحية:35:08-0100 في مركز داونستيت الطبي التابع لجامعة نيويورك - "Anterior Abdominal Wall: The Inguinal Ligament"
- صور تشريحيَّة:7179 على موقع مركز سوني دونستات الطبي.
- صور تشريحيَّة:7431 على موقع مركز سوني دونستات الطبي.
- Diagram at gensurg.co.uk
- The Free Dictionary: Francois Poupart
- Medical Terminology Daily: Francois Poupart